# Rhysida
Rhysida är ett släkte av mångfotingar. Rhysida ingår i familjen Scolopendridae.

## Dottertaxa tillRhysida, i alfabetisk ordning[1]
- Rhysida afra
- Rhysida anodonta
- Rhysida brasiliensis
- Rhysida calcarata
- Rhysida carinulata
- Rhysida caripensis
- Rhysida celeris
- Rhysida ceylonica
- Rhysida chacona
- Rhysida corbetti
- Rhysida crassispina
- Rhysida guayanica
- Rhysida immarginata
- Rhysida intermedia
- Rhysida jonesi
- Rhysida leviventer
- Rhysida lithobioides
- Rhysida longicarinulata
- Rhysida longicornis
- Rhysida longipes
- Rhysida manchurica
- Rhysida marginata
- Rhysida maritima
- Rhysida monalii
- Rhysida monaquensis
- Rhysida monticola
- Rhysida neocrassispina
- Rhysida neoesparanta
- Rhysida nuda
- Rhysida polyacantha
- Rhysida porlamarensis
- Rhysida riograndensis
- Rhysida rubra
- Rhysida singaporiensis
- Rhysida stuhlmanni
- Rhysida sucupaensis
- Rhysida suvana
- Rhysida ventrisulcus
- Rhysida yanagiharai